# Buena Vista (marca de Disney)

Logotipo de Disney

Buena Vista es una marca que históricamente se usaba a menudo para las divisiones y subsidiarias de The Walt Disney Company, cuyos estudios principales, Walt Disney Studios, se encuentran en la calle Buena Vista en Burbank, California. El estudio también alberga la sede corporativa de la compañía, el edificio Team Disney en Burbank. Los logotipos de las diversas marcas de Buena Vista presentaban la marca denominativa "Buena Vista" superpuesta sobre la imagen del Castillo de Disney para indicar la afiliación entre Buena Vista y Disney. El nombre se traduce literalmente a "Good View" en inglés.

## Historia
La marca fue utilizada originalmente para la compañía Buena Vista Distribution por Walt Disney en 1953 después del lanzamiento de Peter Pan para distribuir sus producciones de cine y televisión, terminando así una afiliación de 16 años con RKO Pictures. RKO distribuyó algunas películas hasta 1956 debido a contratos preexistentes. Disney retiró el nombre de Buena Vista en mayo de 2007 y la compañía fue designada Walt Disney Studios Motion Pictures.
El Walt Disney World Resort está ubicado en la ciudad de Lake Buena Vista, Florida. El lago homónimo de la ciudad era conocido como Black Lake antes de que Walt Disney Enterprises adquiriera la tierra en la década de 1960. El área de entrada y la tierra temática de Buena Vista Street en el Disney California Adventure Park en el Disneyland Resort también hacen referencia a la marca y la calle de la vida real en Burbank.
En 1994, la primera producción en español surgió de Buena Vista Productions International, "Navidad en las Américas", un programa de vacaciones que se transmitió por la red Univision.
En 1996, Buena Vista International fue descrita como la "división de distribución internacional de The Walt Disney Company", que incluía "comercialización y distribución" de películas en el Reino Unido (a partir de 1995) y Japón (a partir de 2005).

## Reorganización
Las siguientes marcas de Buena Vista han sido retiradas o renombradas a un nombre de Disney y/o ABC, de acuerdo con la estrategia de marca de la compañía. Sin embargo, Buena Vista Home Entertainment, Buena Vista Records y Lake Buena Vista no han cambiado sus nombres. Gaumont Buena Vista International, sin embargo, fue una empresa conjunta entre Gaumont Film Company y The Walt Disney Company, establecida en enero de 1993. GBVI aseguró la distribución de películas de sus dos empresas matrices en Francia. Después de 11 años de existencia, se disolvió en 2004, ya que Disney prefiere distribuir sus propias películas como Buena Vista International (Francia). [cita requerida] Buena Vista fue revivida como una marca, Buena Vista Theatrical, para la antigua Fox Stage Production como una división del Disney Theatrical Group.
| Marca Buena Vista                                    | Función corporativa | Nombre actual |
| ---------------------------------------------------- | --- | --- |
| Buena Vista Pictures Distribution                    | Distribuidora de películas en los Estados Unidos                                                                                      | Walt Disney Studios Motion Pictures                                                                                         |
| Buena Vista International                            | Distribución internacional de la división de Buena Vista Pictures Distribution. El nombre todavía está en uso en algunos países.      | Walt Disney Studios Motion Pictures International Buena Vista International (la marca siguió activa pero en algunos países) |
| Buena Vista Home Entertainment                       | Distribución de video para el hogar de la división de Buena Vista Pictures Distribution, Inc./ distribuidor de video casero de Disney | Walt Disney Studios Home Entertainment                                                                                      |
| Buena Vista International Television                 | La distribución televisiva internacional en países y canales de Disney.                                                               | Disney–ABC International Television (14 de marzo de 2007)                                                                   |
| Buena Vista International Television Latin America   | | |
| Buena Vista Worldwide Television                     | | Disney–ABC Worldwide Television (14 de marzo de 2007)                                                                       |
| Buena Vista International Television (Asia Pacífico) | | Disney–ABC International Television, Asia Pacific (14 de marzo de 2007)                                                     |
| Buena Vista Games                                    | Compañía de Software | Disney Interactive Studios                                                                                                  |
| Buena Vista Music Group                              | La división de música de Disney | Disney Music Group |
| Buena Vista Concerts                                 | Conciertos en vivo | Disney Concerts |
| Buena Vista Productions                              | | ABC Media Productions (2009)                                                                                                |
| Buena Vista Publishing Group                         | | Disney Publishing Worldwide (1999)                                                                                          |
| Buena Vista Television                               | Unidad de sindicación de televisión de Disney                                                                                         | Disney–ABC Domestic Television                                                                                              |
| Buena Vista Theatrical Group Ltd.                    | Filial de producción teatral y producción musical de Disney                                                                           | Disney Theatrical Group |